# Skating Club de la Région Audomaroise Saint-Omer
L'Skating Club de la Région Audomaroise Saint-Omer o SCRA Saint-Omer és un club esportiu de Saint-Omer (França), fundat el 1934 i dedicat a la pràctica del patinatge.
L'entitat esportiva va sorgir fruit del resultat de la fusió de tres clubs: l'Skating-club Audomarois, el Wizernes Hockey-club i el Roller 2000. En els esports amb patins, té una especial reputació nacional pels èxits de la seva secció d'hoquei sobre patins. De fet, és un dels millors clubs de formació de França i va ser un dels primers a obtenir almenys un títol de campió de França en cadascuna de les categories d'edat. L'equip sènior ha tingut un paper important en el Campionat de França Nacional 1 des dels anys 1990. Un seguit d'anys de regularitat a l'alt nivell l'han premiat amb set títols de campió de França i tres copes de França, que l'han convertit en un dels millors clubs francesos. El 2017, el club disposava de 350 llicències i un pressupost de 385.000 euros.

## Palmarès

### Categoria absoluta
- 11 Lligues Nacional 1 (1991, 1992, 1993, 1994, 2001, 2006, 2009, 2013, 2020, 2022 i 2023)
- 6 Copes de França (2005, 2010, 2012, 2017, 2018 i 2019)
- 5 Supercopes de França (2018, 2019, 2021, 2022 i 2023)
- 2 Lligues Nacional 2 (1985 i 1989)
- 1 Lliga Nacional 3 (2005 equip reserva)